# Kit West
Christopher John West, més conegut com a Kit West (Londres, 6 de febrer de 1936 – 17 d'abril de 2016) va ser un artista d'efectes especials britànic que va ser més conegut pel seu treball a A la recerca de l'arca perduda i Star Wars episodi VI: El retorn del Jedi.

## Primers anys
Nascut a Londres, va estudiar a King's College. Les seves primeres pel·lícules van ser pel·lícules de formació governamental i militar produïdes per Realist Film Unit com a ajudant de càmera. Va servir dos anys a l'exèrcit britànic, on va obtenir experiència en pirotècnia. Després va treballar en el camp de la publicitat televisiva. Des de 1963 va treballar per primera vegada en pel·lícules d'efectes especials com The Kiss of the Vampire, Moon Zero Two i La Pantera Rosa torna a atacar.

## Oscars
Tots ells foren per millor efectes especials.
- Premis Oscar de 1981-A la recerca de l'arca perduda, premi compartit amb Richard Edlund, Joe Johnston i Bruce Nicholson. Guanya l'Oscar.[6]
- Premis Oscar de 1985-El jove Sherlock Holmes, nominació compartida amb David W. Allen, John R. Ellis i Dennis Muren. Va perdre davant Cocoon.[7]
- Premis Oscar de 1996-Dragonheart, nominació compartida amb Scott Squires, James Straus i Phil Tippett. Va perdre davant d' Independence Day.[8]

## BAFTA
- 1983–Star Wars episodi VI: El retorn del Jedi- pels efectes especials-Guanya, compartit amb Richard Edlund, Dennis Muren i Ken Ralston.[9]

## Mort
West va morir el 17 d'abril de 2016 i fou incinerat al Mortlake Crematorium.

## Filmografia
- 1963: The Kiss of the Vampire
- 1963: Paranoiac
- 1963: Aquests són els condemnats (The Damned)
- 1964: First Men in the Moon
- 1965: La batalla de les Ardenes (Battle of the Bulge)
- 1965: She
- 1966: Comandament perdut (Lost Command)
- 1967: Quatermass and the Pit
- 1967: Més perilloses que els homes (Deadlier Than the Male)
- 1967: Un cervell de mil milions de dòlars (Billion Dollar Brain)
- 1968: Salt and Pepper
- 1969: Moon Zero Two
- 1969: Mercenaris sense glòria (Play Dirty)
- 1969: Some Girls Do
- 1970: El còndor (El Condor)
- 1971: L'or de ningú (Catlow)
- 1971: Doc
- 1973: Charley One-Eye
- 1974: Bram Stoker’s Dracula
- 1975: L'última nit de Borís Gruixenko (Love and Death)
- 1975: La conspiració Wilby (The Wilby Conspiracy)
- 1975: Emboscada a l'Extrem Orient (Paper Tiger)
- 1976: La Pantera Rosa torna a atacar (The Pink Panther Strikes Again)
- 1977: Equus
- 1978: The Wild Geese
- 1979: El tren dels espies (Avalanche Express)
- 1979: Meetings with Remarkable Men
- 1980: Els llops de mar (The Sea Wolves)
- 1980: The Big Red One: The Reconstruction
- 1981: A la recerca de l'arca perduda (Raiders of the Lost Ark)
- 1981: Lion of the Desert
- 1983: Star Wars episodi VI: El retorn del Jedi (Star Wars Episode VI: Return of the Jedi)
- 1984: Dune
- 1985: El jove Sherlock Holmes (Young Sherlock Holmes)
- 1985: Eleni
- 1985: El rei David (King David)
- 1986: Tai-Pan
- 1987: L'imperi del Sol (Empire of the Sun)
- 1987: Rent-a-Cop
- 1988: Taffin
- 1989: Cors de ferro (Casualties of War)
- 1991: Todo por la pasta
- 1992: 1492: Conquest of Paradise
- 1992: Shadow of the Wolf
- 1992: Soldat universal (Universal Soldier)
- 1996: Daylight
- 1996: Dragonheart
- 1997: Kull the Conqueror
- 1998: Alt risc (Black Dog)
- 2001: Enemic a les portes (Enemy at the Gates)
- 2004: The Bourne Supremacy
- 2004: La volta al món en 80 dies (Around the World in 80 Days)
- 2005: Doom
- 2008: City of Ember: A la recerca de la llum (City of Ember)